# Grazioso II di Sutri
Grazioso, conosciuto anche con il nome di Gaudioso (VII secolo – VIII secolo), è stato vescovo di Sutri, storicamente documentato nel 743.

## Biografia
Non si hanno notizie sulla vita e l'operato del vescovo Grazioso. È noto solo per la sua partecipazione al concilio romano indetto tra settembre e ottobre 743 da papa Zaccaria nella basilica di San Pietro. I codici riportano sia Gratiosus che Gaudiosus.
Il concilio approvò quindici decreti (chiamati capitula), alcuni dei quali ripresi dal concilio del 721: ai vescovi, preti e diaconi è fatto divieto di abitare con donne che non siano parenti stretti e di vestire abiti civili; i vescovi consacrati a Roma sono obbligati alla visita ad limina annuale o ad inviare una relazione se residenti lontano dalla città; vengono bandite alcune feste pagane romane; ai cristiani è vietato dare in sposa ad un ebreo la propria figlia e vendergli gli schiavi; il tribunale del vescovo è l'unico competente nelle cause tra chierici; infine vengono stabilite alcune norme per la corretta celebrazione della messa.
Al concilio parteciparono, oltre a papa Zaccaria, 37 vescovi dell'Italia, 18 presbiteri e 5 diaconi del clero romano. Gratiosus (o Gaudiosus) Sutrio è indicato in 23ª posizione tra Ladu Consis e Pelagio Consentias.